# 1522 în literatură
- 1521 în literatură — 1522 în literatură — 1523 în literatură

Anul 1522 în literatură a implicat o serie de evenimente semnificative. 

## Evenimente
- Stabilirea unei cenzuri pe lucrările tipărite în Germania.

## Eseuri
- Jean Bouchet (1476-1550) - Le Labyrinthe de fortunes
- Erasmus din Rotterdam (1469-1536) - Colloques

## Nașteri
- Joachim du Bellay, poet francez, (d. 1560)

## Decese
- 30 iunie - Johannes Reuchlin, poet german, (n. 1455)

Format:1522